# Pasir Tinggi
Pasir Tinggi is een bestuurslaag in het regentschap Simeulue van de provincie Atjeh, Indonesië. Pasir Tinggi telt 396 inwoners (volkstelling 2010).